# Hugo Bianchi
Hugo Bianchi, detto Bandido (Paysandú, 1952), è un ex cestista uruguaiano.

## Carriera
Con l'Uruguay ha disputato i Campionati americani del 1980.